# ワーク・エンゲージメント
ワーク・エンゲージメント (Work engagement) とは、仕事に対してのポジティブで充実した心理状態のこと。働くことへのモチベーションには、認知的、感情的、身体的関与の3要素が存在している。シャウフェリらは「ワーク・エンゲージメントは、仕事に関連するポジティブで充実した心理状態であり、活力、熱意、没頭によって特徴づけられる。そのエンゲージメントは、特定の対象、出来事、個人、行動などに向けられた一時的な状態ではなく、仕事に向けられた持続的かつ全般的な感情と認知である」と定義している。
ワーク・エンゲージメントは仕事への態度が肯定的である、すなわち「私は働きたい」(I want to work) であるという点において、「私は働かなければならない」(I have to work) と認知するワーカホリックとは区別される。

## 尺度
ワーク・エンゲージメントの3要素（活力/vigor、熱意/dedication、没頭/absorption）は、ユトレヒト・ワーク・エンゲージメント尺度 (Utrecht Work Engagement Scale UWES (17項目の質問からなる)) によって評価され、これは20言語版で利用可能であり、非営利目的であれば自由に利用できる。またこのUWESには短縮版、学生版も存在する。UWESの信頼性と妥当性については、様々な研究が公表されている。

OECD各国の仕事満足度

## 向上させる要素

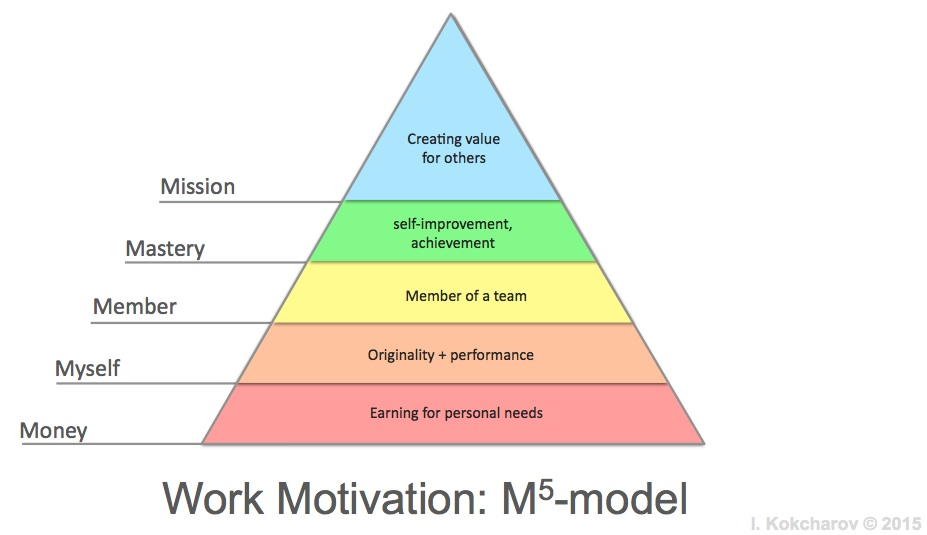
Work Motivation M5 Model by Igor Kokcharov

仕事へのモチベーションモデル (The work motivation model) は、5つの要素を含んでおり、それは
お金、自分自身、チーム間のメンバーシップ、習得、ミッションである。このアプローチはマズローの自己実現モデルと似ている。
研究により、ワーク・エンゲージメントを向上させる2つの重要な変数が特定されている。
業務支援ワーク・エンゲージメントは、同僚からのソーシャルサポート、上司の業績フィードバック、コーチング、ジョブコントロール、タスクの多様性、学習・向上の機会、トレーニング施設などといった業務支援と正の関係がある。これらの支援は、業務上の要求によってストレスを受ける影響を減らすのに役立つだけでなく、仕事の目標を達成するのにも役立ち、学習、個人の成長、発達を促すものである。業務支援によって仕事意欲が向上されるケースでは、それが高い要求がなされる仕事を受けた場合に、特に顕著であるというこが発見されている。
個人的資源楽観主義、自己効力感、レジリエンスなどの個人的資源は、環境コントロールに効果を発揮し、ミッションを成功に導きうる。さらにエンゲージされた従業員には、あまりエンゲージされていない従業員と差が見いだされる、いくつかの個人的な特徴がある。たとえば、外向性、良心性、感情的安定性などである。心理的資本もまたワーク・エンゲージメントに関連しているようである。